# San Lorenzo in Banale
San Lorenzo in Banale (San Lorénz in dialetto trentino) è un centro abitato del comune di San Lorenzo Dorsino, in provincia di Trento. Fa parte de I borghi più belli d'Italia.
Fino al 31 dicembre 2014 ha costituito, assieme alle frazioni di Moline, Deggia e Nembia, un comune autonomo, che al momento della sua soppressione contava 1 157 abitanti. I comuni confinanti erano Andalo, Calavino, Comano Terme, Dorsino, Molveno, Ragoli, Stenico e Vezzano.

## Storia
San Lorenzo in Banale fu luogo romano come dimostrano le numerose epigrafi e prediali rinvenute nella zona.
Nel XII secolo venne costruito Castel Mani, rocca vescovile, e per i secoli successivi fino al 1800 la zona sarebbe rimasta sotto il potere del vescovo di Trento.
Con il 1815, dopo il congresso di Vienna, tutte le Giudicarie – e quindi anche il Banale – vennero ammesse alla contea del Tirolo; San Lorenzo e la zona circostante erano abbastanza famose nelle Giudicarie ottocentesche per la produzione di vini: "voi restate sorpreso trovandovi dei Riesling, dei Borgogna e dei Portoghese che credete originali, e sono invece indigeni!" nonostante nel Banale di quel periodo si fosse diffusa la fillossera causata dall'importazione di barbatelle da luoghi infetti.
Nel corso del XIX secolo il paese di San Lorenzo fu colpito da numerosi incendi che distrussero gran parte delle abitazioni. Di questi si ricordano in particolare quello di Pergnano del 10 luglio 1868 e quello di Senaso del 9 novembre 1868.
Il 1º gennaio 2015 è avvenuta la fusione dei territori comunali di San Lorenzo in Banale e Dorsino con la creazione di un nuovo ente territoriale di nome San Lorenzo Dorsino.

### Simboli

Vecchio stemma comunale

Lo stemma e il gonfalone sono stati approvati con D.G.P. del 7 luglio 1989, n. 7761.
Gonfalone

## Monumenti e luoghi d'interesse

### Architetture religiose
- Chiesa di San Lorenzo

### Architetture civili
- Teatro comunale di San Lorenzo in Banale

## Società

### Evoluzione demografica
Abitanti censiti

## Geografia antropica
La circoscrizione territoriale ha subito le seguenti modifiche: nel 1927 aggregazione di territori dei soppressi comuni di Andogno, Dorsino e Tavodo. Nel 1954 distacco di territori per la ricostituzione del comune di Dorsino comprendendo anche i territori degli ex comuni di Andogno e Tavodo (Censimento 1951: pop. res. 712).

## Amministrazione
| Periodo        | Periodo          | Primo cittadino      | Partito                                                                   | Carica  | Note |
| -------------- | ---------------- | -------------------- | ------------------------------------------------------------------------- | ------- | ---- |
| 1970           | 1975             | Renzo Baldessari     | Democrazia Cristiana                                                      | Sindaco |      |
| 1975           | 1980             | Renzo Baldessari     | Democrazia Cristiana                                                      | Sindaco |      |
| 1980           | 1985             | Appolonia Baldessari | ind. d'area Democrazia Cristiana                                          | Sindaco |      |
| 1985           | 1986             | Donato Aldrighetti   | indipendente                                                              | Sindaco |      |
| 1986           | 1990             | Walter Berghi        | ind. d'area Partito Comunista Italiano                                    | Sindaco |      |
| 1990           | 1995             | Walter Berghi        | ind. d'area Partito Comunista Italiano/Partito Democratico della Sinistra | Sindaco |      |
| 4 giugno 1995  | 14 maggio 2000   | Walter Berghi        | ind. d'area Partito Democratico della Sinistra/Democratici di Sinistra    | Sindaco |      |
| 14 maggio 2000 | 8 maggio 2005    | Walter Berghi        | ind. d'area Democratici di Sinistra                                       | Sindaco |      |
| 9 maggio 2005  | 16 maggio 2010   | Gianfranco Rigotti   | Partito Autonomista Trentino Tirolese                                     | Sindaco |      |
| 16 maggio 2010 | 31 dicembre 2014 | Gianfranco Rigotti   | Partito Autonomista Trentino Tirolese                                     | Sindaco |      |

## Cucina
Un prodotto tipico della cucina locale è la ciuiga, un insaccato inventato del macellaio Palmo Donati attorno al 1875.